# Pidlisne (rejon winnicki)
Pidlisne (ukr. Підлісне) – wieś na Ukrainie, w obwodzie winnickim, w rejonie winnickim. W 2001 liczyła 572 mieszkańców, spośród których 571 wskazało jako ojczysty język ukraiński, a 1 rosyjski.